# Центральний округ (Фіджі)
Центральний округ (англ. Central Division) — один із округів Фіджі. Столиця округу - Сува, яка також є столицею країни. Складається із п'яти провінцій - Наітасірі, Намосі, Рева, Серуа, Таілеву

## Географія
Знаходиться в східній частині найбільшого острова Фіджі. 